# Bodysnatchers
 (juillet 2025).
Si vous disposez d'ouvrages ou d'articles de référence ou si vous connaissez des sites web de qualité traitant du thème abordé ici, merci de compléter l'article en donnant les références utiles à sa vérifiabilité et en les liant à la section « Notes et références ».
Singles de Radiohead
Reckoner
(2008)
Bodysnatchers est une chanson du groupe de rock anglais Radiohead, issue de leur septième album studio In Rainbows (2007). La chanson a été initialement publiée avec House of Cards en tant que single promotionnel au Royaume-Uni. Bodysnatchers a ensuite été officiellement diffusée sur l'American modern rock radio d'ATO Records en mai 2008. Elle a ensuite culminé à la huitième place sur le Billboard Hot Modern Rock Track Charts, leur chanson la mieux classée depuis Creep en 1993.

## Contexte
Bodysnatchers a été enregistrée en une seule prise dans un manoir délabré. Le producteur d'In Rainbows, Nigel Godrich, pensait que placer la bande dans une situation « inconfortable » créerait une atmosphère intéressante pour les sessions d'enregistrement, un peu à la manière des séances d'OK Computer qui ont eu lieu au manoir de la Cour de Sainte-Catherine à Bath, dans le Somerset. Le groupe a vécu dans des caravanes qui entourent la maison pendant tout le temps que durèrent les enregistrements. Le chanteur Thom Yorke assimile la chanson au style du nouveau groupe australien Wolfmother. Il a déclaré plus tard que Bodysnatchers a été inspirée par les histoires de fantômes victoriennes, comme Les Femmes de Stepford, et par son propre sentiment d'avoir « sa conscience physique emprisonnée sans être capable de se connecter pleinement avec toute autre chose ». Yorke et le guitariste de Radiohead, Jonny Greenwood, a joué Bodysnatchers pour la première fois en mai 2006 à l'occasion de The Big Ask au KOKO à Londres.

## Réception
Lors de la préparation pour la sortie physique de In Rainbows, ATO Records et le label Side One Recordings ont désigné Bodysnatchers comme le single qui représenterait l'album sur les stations de radio américaines. ATO a ensuite été choisi comme label officiel du groupe pour les versions américaines. La piste a rencontré un succès immédiat sur les stations de radio de rock moderne et a culminé par la suite à la huitième place du Billboard Modern Rock Tracks en février 2008. Bodysnatchers est devenue la chanson de Radiohead la mieux classée depuis Creep, qui avait culminé à la deuxième place en 1993.

## Liste des titres
CD-R promotionnel - single
1. House of Cards (radio edit) - 4:35
2. Bodysnatchers - 4:01

## Interprètes
- Thom Yorke - chant, guitare
- Colin Greenwood - basse
- Jonny Greenwood - guitare, ondes Martenot
- Ed O'Brien - guitare, chœurs
- Phil Selway - percussions